# Libereco – Partnership for Human Rights
Libereco – Partnership for Human Rights ist eine deutsch-schweizerische Nichtregierungsorganisation, die sich für den Schutz der Menschenrechte in Belarus und der Ukraine einsetzt. Die 2009 gegründete Organisation unterstützt die demokratische Zivilgesellschaft in den beiden Ländern und im Exil sowie Opfer von Krieg und Gewalt, unter anderem durch psychosoziale und humanitäre Hilfe. Libereco ist außerdem in der transkulturellen Menschenrechtsbildung aktiv.
Der Name der Organisation leitet sich von Esperanto „Freiheit“ ab. Sie ist in Deutschland, der Schweiz und in den Niederlanden als gemeinnützig anerkannt.

## Ziele
Libereco informiert nach Eigenangaben über Menschenrechtsverletzungen, unterstützt Opfer von Krieg und Gewalt, engagiert sich in der transkulturellen Menschenrechtsbildung und leistet humanitäre Hilfe einschließlich psychosozialer Unterstützung.
Laut eigener Satzung setzt sich die Organisation „für die Verteidigung der Menschenrechte, insbesondere der politisch-bürgerlichen Freiheitsrechte“ ein. Libereco beruft sich dabei auf die Allgemeine Erklärung der Menschenrechte (1948) und den Internationalen Pakt über Bürgerliche und Politische Rechte (1966).

## Aktivitäten

### Patenschaftskampagne #WeStandBYyou für politische Gefangene in Belarus
Die Kampagne #WeStandBYyou wurde im Juli 2020 – einen Monat vor den am 9. August 2020 stattfindenden Präsidentschaftswahlen in Belarus – ins Leben gerufen. „Im Rahmen der Kampagne haben sich Abgeordnete europäischer Parlamente dazu bereit erklärt, eine Patenschaft für politische Gefangene in Belarus zu übernehmen und sich für deren Freilassung zu engagieren“. Insgesamt haben bereits 407 europäische Politiker aus 23 Staaten (Stand: 12. März 2024) eine Patenschaft im Rahmen der Kampagne #WeStandBYyou übernommen, darunter Polens Außenminister Radosław Sikorski für Sjarhej Zichanouski und die deutsche Kulturstaatsministerin Claudia Roth für Maryja Kalesnikawa.
Um über die Situation vor Ort und laufende Gerichtsprozesse informiert zu bleiben, arbeitet Libereco eng mit der belarussischen Menschenrechtsorganisation Viasna und der Initiative Politzek.me zusammen. Außerdem besteht eine enge Partnerschaft mit der Belarusischen Gemeinschaft „Razam“, der größten Interessensvertretung in Deutschland lebender Belarussen.

### Programm für psychosoziale Unterstützung in Kriegs- und Krisenzeiten
Aus Sicht von Libereco braucht es für eine lebendige und kritische Zivilgesellschaft Menschen, „die sich engagieren, ihre Rechte verteidigen und Hilfsbedürftige unterstützen können. In Krisenzeiten für sich und andere einzutreten, erfordert ein resilientes Nervensystem und die Fähigkeit, Herausforderungen zu bewältigen“. Libereco hilft Menschen dabei, diese Ressourcen zu entwickeln.
Dazu bietet die Organisation kostenfreie individuelle Traumatherapie online und in Präsenz sowie Trainings, Krisenhilfe und Supervision für zivilgesellschaftlich engagierte Menschen, Mediziner, Pädagogen, Psychologen, Eltern und ihre Kinder an.
Libereco schult darüber hinaus Journalisten und Personen, die Kriegsverbrechen und Menschenrechtsverletzungen dokumentieren, in traumasensibler Befragung.
Libereco arbeitet mit der Methode Somatic Experiencing, „einem körperorientierten Ansatz der Trauma- und Stressbewältigung, in dessen Zentrum die Reaktions-, Regulations- und Regenrationsfähigkeit des Nervensystems steht, ohne dass dabei über die traumatisierende Situation gesprochen werden muss“.

### Humanitäre Arbeit in der Ukraine
Seit 2014 leistet Libereco humanitäre Hilfe in der Ukraine und baute diese mit Beginn des russischen Angriffskriegs am 24. Februar 2022 erheblich aus. Libereco agiert vor allem dort, wo die großen Hilfsorganisationen und der ukrainische Staat kaum oder gar nicht tätig sind – abseits der großen Städte, in nur schwer zugänglichen Gebieten und in unsicheren Regionen, in denen Beschuss droht. Der Verein leistet humanitäre Hilfe in 11 der 28 ukrainischen Oblasten, darunter vor allem in der vom Krieg besonders schwer getroffenen Süd- und Ostukraine.
Libereco fokussiert sich dabei auf Evakuierungen, die Bereitstellung von Not- und Pflegeunterkünften vor Ort, psychosoziale Hilfe und die Lebensmittelversorgung. Dazu arbeitet die Nichtregierungsorganisation mit lokalen Partnern wie East SOS, Angels of Salvation, We are Brothers, We are Ukrainians, Repair Together oder dem Menschenrechtshaus Tschernihiw.

### Menschenrechtsbildung
Libereco engagiert sich zusätzlich in der transkulturellen Menschenrechtsbildung. Dafür werden sowohl Informationsmaterialien aufbereitet, als auch eigene Projekte umgesetzt, die darauf abzielen, Betroffene aus verschiedenen Ländern zusammenzubringen und die westeuropäische Öffentlichkeit auf Menschenrechtsverletzungen in Belarus und der Ukraine aufmerksam zu machen und für deren Einhaltung zu mobilisieren.
Von 2011 bis 2013 wurde beispielsweise gemeinsam mit Amnesty International, Kultur Aktiv, dem Bund für Soziale Verteidigung und der Deutsch-Belarussischen Gesellschaft eine Wanderausstellung zu Menschenrechten und Zivilgesellschaft in Belarus konzipiert, die auf Deutsch, Englisch und Russisch in mehreren europäischen Städten über die Lage in Belarus und zivilgesellschaftliches Engagement vor Ort informierte. Ein aktuelles Projekt von Libereco und dem Gustav Stresemann Institut in Niedersachsen sowie mit East SOS verband einen traumatherapeutischen Ansatz mit Menschenrechtsbildung: Geflüchtete Jugendliche aus verschiedenen Kontexten kamen für mehrere Workshops zusammen und erarbeiteten gemeinsam aus ihren unterschiedlichen Erfahrungen mit Flucht und Vertreibung den Graphic-Novel-Sammelband „Scars of Strength“.

## Finanzierung
Libereco arbeitet sowohl mit ehrenamtlichen Mitgliedern als auch hauptamtlich Angestellten. Die Arbeit wird zum einen durch private Spenden und Mitgliedsbeiträge finanziert. Zum anderen hat die Nichtregierungsorganisation projektbezogene Fördermittel unter anderem vom Auswärtigen Amt der Bundesrepublik Deutschland, Terres des Hommes, der Deutschen Postcode Lotterie, der Stiftung „Erinnerung, Verantwortung und Zukunft“ und dem German Marshall Fund of the United States erhalten.

## Mitgliedschaften
Libereco – Partnership for Human Rights ist Mitglied der Civic Solidarity Platform und bei MitOst. Zusätzlich ist der Verein bei der Initiative Transparente Zivilgesellschaft von Transparency International Deutschland registriert und macht somit seine Arbeit für die Öffentlichkeit sowie für Mitglieder und Spender nachvollziehbar.

## Auszeichnungen
Am 8. November 2023 stimmte der Bundestag für den Antrag „Für ein demokratisches Belarus in der europäischen Familie“ (eingereicht von SPD, Bündnis 90/Die Grünen und FDP). Darin wird die Bundesregierung aufgefordert, die „herausragende zivilgesellschaftliche Arbeit“ von Libereco weiterhin zu unterstützen.
Am 5. Dezember 2023 wurde Libereco mit der Friedenstaube des Landrates des Donnersbergkreises (Rheinland-Pfalz) im Rahmen der 49. Kirchheimbolander Friedenstage ausgezeichnet.